# Ириновский мост
Ири́новский мост — автодорожный железобетонный балочный мост через реку Охту в Красногвардейском районе Санкт-Петербурга.

## Расположение
Расположен в створе Ириновского проспекта. Рядом с мостом расположена Дача Безобразовых — объект культурного наследия федерального значения.
Выше по течению находится Объездной мост, ниже — безымянный железнодорожный мост.
Ближайшая станция метрополитена — «Ладожская».

## Название
Своё название мост получил 6 ноября 1997 года по наименованию Ириновского проспекта.

## История
Мост возведён в 1982—1983 годах для соединения двух частей Ириновского проспекта по проекту инженера «Ленгипроинжпроекта» Л. Н. Соболева. Строительство моста осуществляло СУ-1 треста «Ленмостострой» под руководством главного инженера Г. В. Васильева.

## Конструкция
Мост трёхпролётный железобетонный, балочно-неразрезной системы. Пролётное строение состоит из железобетонных тавровых балок с параллельными поясами, над промежуточными опорами балки объединяются с помощью поперечных балок-диафрагм. Фасады облицованы металлическими листами. Устои диванного типа из монолитного железобетона на свайном основании. Промежуточные опоры состоят из 5 стоек, объединённых низким свайным ростверком. К устоям примыкает низкая железобетонная подпорная стенка с откосами, укреплёнными железобетонными плитами. Общая длина моста составляет 62,3 м, ширина моста — 35,8 м.
Мост предназначен для движения трамваев, автотранспорта и пешеходов. Проезжая часть моста включает в себя 6 полос для движения автотранспорта и 2 трамвайных пути. Покрытие проезжей части и тротуаров — асфальтобетон. Тротуары отделены от проезжей части металлическим барьерным ограждением. Перильное ограждение металлическое простого рисунка, завершается на устоях гранитными парапетами.